# Парламентські вибори в Сан-Марино 1943
Парламентські вибори в Сан-Марино проходили 5 вересня 1943 року. 28 липня 1943 року колишня правляча Фашистська партія Сан-Марино була розпущена. Всі політичні партії створили єдиний лист List Unica, який отримав всі 60 місць парламенту.
Комітет свободи, який виступав під назвою «Єдиний список», був утворений італійськими антифашистами по лінії Комітету національного визволення.

## Результати
| Партія                        | Голоси | %    | Місць |
| ----------------------------- | ------ | ---- | ----- |
| List Unica                    | 3 174  | 100  | 60    |
| Недійсних/порожніх бюлетенів  | 45     | –    | –     |
| Всього                        | 3 219  | 100  | 60    |
| Зареєстрованих виборців/ Явка | 3 932  | 54,3 | –     |
| Джерело: Nohlen & Stöver      |        |      |       |